# Konrad Granström
Nils Konrad Granström (Luleå, Norrbotten, 21 d'octubre de 1900 – Estocolm, 4 de gener de 1982) va ser un gimnasta artístic suec que va competir a començaments del segle xx.
El 1920 va prendre part en els Jocs Olímpics d'Anvers, on va guanyar la medalla d'or en el concurs per equips, sistema suec del programa de gimnàstica.